# Talayots de Can Xim
 (août 2023).
Les talayots de Can Xim, également dénommés talayots de Cas Canar, sont deux talayots  situés dans la municipalité de Sencelles sur l'île de Majorque dans l'archipel des Baléares en Espagne. Les bâtiments sont datés de l'Âge du fer et appartiennent à la culture talayotique.

## Description
Les deux talayots sont distants d'un peu moins de 18 m. Ils ont été édifiés sur une petite hauteur dominant une plaine agricole à 300 m au sud du village talayotique de Cas Canar. Les talayots de Binifat et Son Fred sont respectivement situés à un peu plus de 1 500 m à l'est et 2 500 m au nord. Les deux talayots sont de forme quadrangulaire (environ 11 m de côté) pour une hauteur conservée d'environ 2,80 m. 

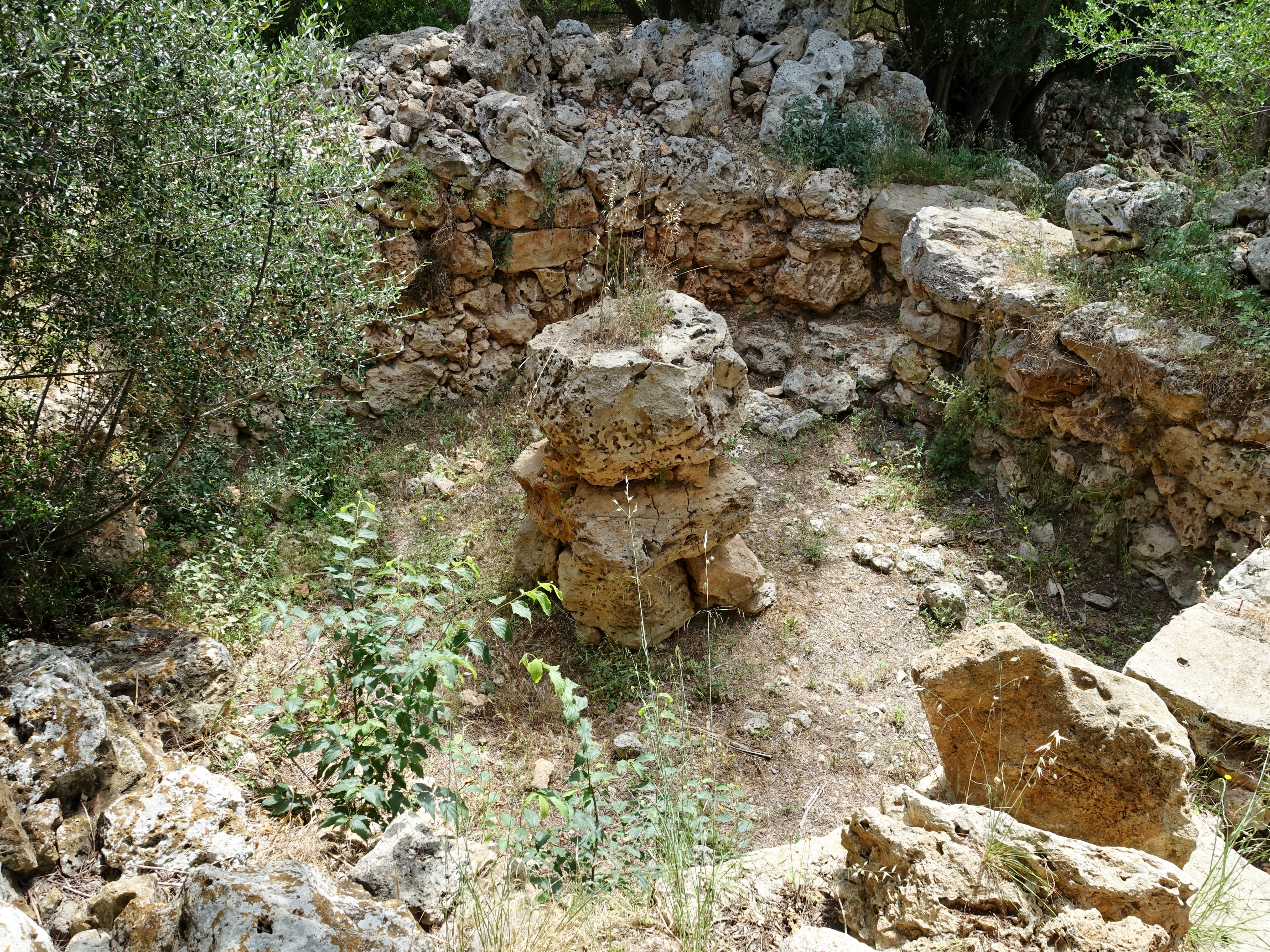
Vue intérieure du talayot sud.

Le talayot nord est le mieux conservé des deux mais il n'a pas été fouillé. L'entrée dans le talayot est située au nord-ouest alors que les talayots de Majorque comportent généralement une entrée orientée au sud-ouest ou au sud-est Elle est constituée par une belle porte à linteau de 2 m de hauteur sur 1,80 m de large. L'intérieur du bâtiment est rempli de terres et de pierres et envahi par la végétation. Une pierre visible au centre de l'édifice pourrait correspondre au sommet de la colonne centrale. 
L'intérieur du talayot sud a été déblayé : on peut y voir une colonne centrale polylithique sur laquelle reposait une toiture composée de poutres en tronc de bois et de dalles en pierre. Deux bâtiments annexes ont été adossés à la façade sud du talayot, de part et d'autre de la porte d'entrée. Les deux bâtiments sont d'égales dimensions (environ 10 m de long sur 3 m de large et 2 m de hauteur) mais le bâtiment oriental est divisé en deux espaces par un mur interne. 

## Datation et interprétation
Les fouilles archéologiques du talayot sud menées par J. Aramburu-Zabala ont permis de réaliser trois datations. Les éléments de la charpente en bois ont été datés d'une période comprise entre 901 et 841 av. J.- et un os d'herbivore trouvé dans la salle centrale est antérieur à 530 av. J.-C. Selon J. Aramburu-Zabal, le talayot sud aurait été édifié par les habitants du village voisin de Cascanar dans la première moitié du IXe siècle av. J.-C. Son usage à des fins domestiques n'est pas corroboré par le matériel archéologique trouvé lors des fouilles et il semble que l'édifice était utilisé à des fins rituelles et cérémonielles. Cette utilisation originelle cesse avant la fin du VIe siècle av. J.-C. Le bâtiment annexe au talayot côté ouest pourrait être contemporain de cet usage, alors que le bâtiment annexe côté est semble appartenir à une phase plus tardive. L'architecture du talayot nord étant similaire à celle du talayot sud, sa construction doit probablement dater de la même période.